# Rada dyrektorów

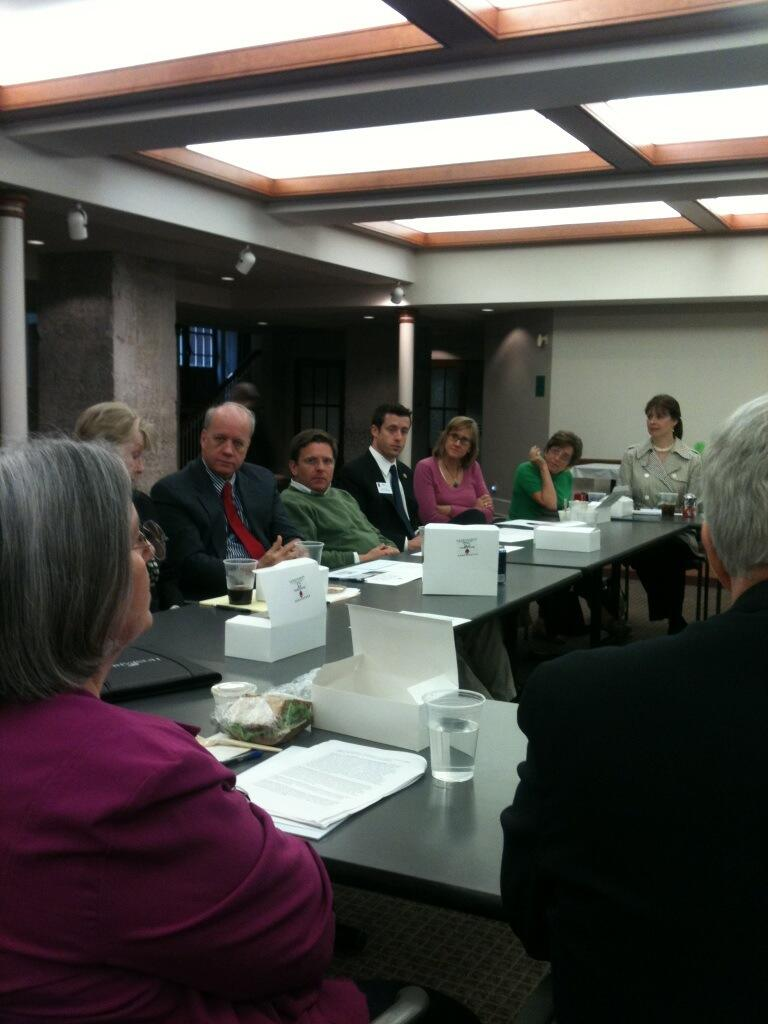
Spotkanie rady dyrektorów

Rada dyrektorów (ang. board of directors) – organ wewnętrzny osoby prawnej (obok walnego zgromadzenia akcjonariuszy) powołany do zarządzania, wykonywania czynności nadzoru, sprawujący kontrolę i nadzór w korporacjach w anglosaskim modelu nadzoru korporacyjnego działający w oparciu o właściwe przepisy regulujące funkcjonowanie osoby prawnej i jej statut. Występuje m.in. w Wielkiej Brytanii, Stanach Zjednoczonych, Kanadzie, Australii oraz w Japonii i polskiej prostej spółce akcyjnej (na zasadzie alternatywy zamiast zarządu i rady nadzorczej).

## Skład i kategorie rady dyrektorów
W skład rady dyrektorów, w odróżnieniu od rady nadzorczej, wchodzą nie tylko niezależni, zewnętrzni członkowie (doradcy zewnętrzni), ale i osoby bezpośrednio zaangażowane w zarządzanie przedsiębiorstwem.
Członkowie rady z firmy to głównie dyrektorzy wykonawczy (executives). Przewodniczącym rady dyrektorów jest często prezes zarządu/dyrektor generalny (CEO).
Członkowie rady dyrektorów spoza firmy obejmują członków powiązanych ze spółką relacjami biznesowymi (affiliated directors), jak np. prawnicy, doradcy, klienci czy dostawcy i członkowie niezależni cechujący się brakiem jakichkolwiek powiązań o charakterze zarobkowym, rodzinnym i biznesowym z przedsiębiorstwem. W radzie mogą także znaleźć się przedstawiciele interesariuszy, reprezentujący różne środowiska, np. społeczności lokalne, czy nawet organizacje ochrony środowiska (contingency directors). W ramach tego podziału reprezentanci akcjonariuszy posiadających ponad 5% należą do grupy affiliated directors, ale należy mieć na uwadze, iż każda grupa akcjonariuszy i interesariuszy może powołać zupełnie niezależnych członków.
Proporcje poszczególnych grup członków rady kształtują się różnie w poszczególnych krajach. Najwięcej członków niezależnych (ok. 50% rady) zasiada w radach amerykańskich i brytyjskich, na tym tle Europa kontynentalna i Azja wypadają dużo gorzej , jednak sytuacja ta ulega silnym zmianom wraz z rosnącą orientacją na akcjonariuszy i przyjmowaniem rekomendacji dotyczących dobrych praktyk corporate governance, w tym struktury i funkcjonowania rady. W niektórych państwach przepisy dotyczą komitetu audytu – zarówno rekomendacje (dobre praktyki), jak i prawo amerykańskie wymagają, aby w komitecie audytu zasiadała przynajmniej jedna osoba specjalizująca się w rachunkowości i finansach.

## Kategorie członków rady dyrektorów
- dyrektorzy wykonawczy, pełniący funkcje kierownicze i dyrektorzy niewykonawczy niepełniący funkcji kierowniczych (executive directors, non-executive directors),
- dyrektorzy z firmy i spoza przedsiębiorstwa, zwani dyrektorami wewnętrznymi i zewnętrznymi (inside directors, outside directors),
- dyrektorzy powiązani różnego rodzaju relacjami z firmą, mimo że często są niesłusznie klasyfikowani przez same firmy jako niezależni (affiliated directors, gray directors),
- dyrektorzy niezależni (independent directors), którzy mogą być rekrutowani z różnych środowisk (aktywiści, znane osoby, akademicy, dyrektorzy zawodowi),
- dyrektorzy reprezentujący szeroko rozumianych interesariuszy (contingency directors).

Można wprowadzić różne kombinacje ww. kategorii, każda z nich będzie się charakteryzowała innymi zaletami i wadami w procesie sprawowania nadzoru nad spółką.

## Prawa i obowiązki rady dyrektorów
Znaczenie rady dyrektorów i jej możliwości są ściśle osadzone w systemie prawnym. Dotyczy to kwestii związanych z wypełnianiem przez radę dyrektorów jej statutowych obowiązków, ponoszonej odpowiedzialności i możliwości zaskarżania postępowania poszczególnych dyrektorów.
Do głównych praw i obowiązków rady dyrektorów zalicza się:
- nominacja, ocena oraz zwalnianie prezesa/dyrektora generalnego spółki i innych przedstawicieli wyższej kadry kierowniczej w przedsiębiorstwie,
- nadzór nad prowadzoną przez przedsiębiorstwo działalnością,
- przeglądanie i akceptacja planów przedsiębiorstwa,
- opracowywanie rekomendacji dla akcjonariuszy,
- uczestnictwo we wszystkich działaniach korporacji, które nie wymagają zgody akcjonariuszy,
- ustalanie wysokości wynagrodzeń kadry zarządzającej (komitet ds. wynagrodzeń działający wewnątrz rady dyrektorów),
- ochrona właścicieli kapitału, poprzez przeciwstawianie się wszystkim decyzjom, które mogłyby być niekorzystne dla akcjonariuszy lub zagrażać ich interesom,
- monitorowanie sprawozdań finansowych,
- akceptacja planów strategicznych przedsiębiorstwa oraz innych istotnych działań z punktu widzenia rozwoju organizacji,
- monitorowanie działań prowadzonych przez komitety działające wewnątrz rady,
- pełnienie innych funkcji ustanowionych w statucie spółki.

## Rada dyrektorów a akcjonariusze
Z punktu widzenia regulacji i praktyki amerykańskiej warto rozwinąć kwestie specyficznego stosunku łączącego członków rady dyrektorów i właścicieli spółki. Członkowie rady bowiem reprezentują interes akcjonariuszy, którzy nie mogą sami siebie reprezentować, przyjmując na siebie odpowiedzialności powiernictwa.
W efekcie, powinności członków rady dyrektorów obejmują:
- obowiązek powiernictwa (fiduciary duty) oznaczający, iż członek rady dyrektorów musi wykazywać zdecydowaną lojalność wobec akcjonariuszy spółki, co przekłada się na działanie w najlepszym ich interesie dla maksymalizacji wartości firmy. Współcześnie coraz częściej podnosi się kwestie długoterminowego rozwoju i wzrostu wartości firmy. Co więcej, członek rady dyrektorów nie dba wyłączenie o interesy akcjonariusza (lub grupy akcjonariuszy), który go powołał do rady, lecz reprezentuje wszystkie ich grupy,
- obowiązek lojalności i uczciwego postępowania (duty of loyalty and fair dealing) odnosi się do nadrzędności interesów akcjonariuszy nad własnymi celami członka rady. Oznacza to zakaz wykorzystywania swojej pozycji do realizacji własnych celów czy oczekiwań oraz wymaga informowania o wszelkich konfliktach interesu,
- obowiązek dbałości (duty of care) zakładający, iż członek rady musi wykazywać się szczególną starannością i analizą w podejmowaniu decyzji, co przekłada się na rzetelne wykonywanie swoich obowiązków dla realizacji zadań rady (obecność, czytanie materiałów, zadawanie pytań). Oznacza to przede wszystkim niepodejmowanie funkcji członka rady w sytuacji braku odpowiedniej wiedzy i ograniczanie przed zasiadaniem w zbyt wielu radach, co obniżyłoby jakość wypełniania obowiązków nadzoru. Obowiązek dbałości dotyczy powoływania “prawdziwie” niezależnych członków rad, po dokładnym przeanalizowaniu możliwych konfliktów interesów i powiązań,
- obowiązek obiektywności (duty not to entrench) odnosi się do obiektywnej oceny sytuacji przedsiębiorstwa, otwartości wobec możliwych rozwiązań i gotowości rady do podejmowania kluczowych decyzji. Chodzi o niezależność i nieuleganie wpływowi menedżerów, ponieważ koalicje na szczeblu rada – zarząd często prowadzą do pogorszenia wyników spółki,
- obowiązek nadzoru (duty of supervision) stanowiący element obowiązku uczciwego postępowania odnosi się do wypełniania zadań nadzoru i kontroli.

## Kształt rady dyrektorów
Wpływ na kształt rady dyrektorów mają praktyki wynikające z walki o kontrolę między akcjonariuszami:
- ograniczenia w wykonywaniu głosów z posiadanych akcji, często nakładane na udziałowców lub inwestorów instytucjonalnych, bez względu na liczbę posiadanych akcji przysługuje im z góry określony limit wykonywania głosów (np. 10%). Oznacza to, że nawet, jeżeli dany udziałowiec, najczęściej fundusz emerytalny lub inwestycyjny, posiada większe udziały i tak nie może z nich wykonywać prawa głosu. Czasem praktyka ta ma na celu ograniczyć wpływ udziałowców dominujących,
- różne terminy zakończenia kadencji członków rady (staggered boards, classified boards) – oznaczają, że kadencję kończy nie cała rada, lecz np. 1/3 rady co roku przy trzyletniej kadencji. Wówczas co określony czas można wymienić jedynie część składu rady. Z jednej strony zmienia to strategię postępowania poszczególnych członków, gdyż mają inny horyzont odniesienia, z drugiej strony utrudnia np. przejęcie kontroli przez grupę akcjonariuszy; niezaprzeczalnym minusem jest pewne rozbicie rady i zmniejszenie jej poczucia kolektywnego działania i wspólnej odpowiedzialności,
- w Stanach Zjednoczonych bardzo popularne stały się walki o wydelegowanie swojego przedstawiciela do rady (proxy fights, proxy contests). Poszczególni członkowie, którzy zobowiązują się do reprezentowania interesów akcjonariuszy, zabiegają o wybór wśród różnych grup udziałowców,
- pogorszenie wyników finansowych spółki znacząco wpływa na strukturę rady dyrektorów. Przede wszystkim spada jej wielkość, gdyż z jednej strony członkowie „uciekają” tłumacząc się różnymi powodami, nie chcąc być kojarzeni ze spółką znajdującą się w kłopotach. Z drugiej strony mniejsza rada oznacza niższe koszty, co jest istotne w przypadku problemów finansowych. Co więcej, zmienia się także skład rady – spada liczba członków niezależnych, a rośnie udział ekspertów z dziedziny finansów specjalizujących się w restrukturyzacjach finansowych.

## Kompetencje członków rady dyrektorów
Skład rady dyrektorów (podobnie jak i rady nadzorczej) powinien być podyktowany kompetencjami, wiedzą i doświadczeniem posiadanymi przez jej członków.
Do kluczowych kompetencji członków rady dyrektorów należy zaliczyć:
- wykształcenie – większość rekomendacji sugeruje, iż wykształcenie ekonomiczne, prawnicze lub techniczne (branżowe) jest pozytywne dla jakości nadzoru,
- doświadczenie – odnoszące się do znajomości branży lub kwestii nadzoru,
- kontakty w środowisku – są cennym aktywem, nie tylko ze względu na ewentualną pomoc dla spółki, ale także w związku z możliwością uzyskania wsparcia, dodatkowymi informacjami czy porównania stosowanych rozwiązań. Zasiadanie w radzie wiąże się z reputacją i prestiżem. Z jednej strony spółkom zależy, by w ich radach zasiadały osoby znane ze świata biznesu, eksperci czy osobistości – podnosi to nie tylko prestiż rady, ale także staje się sygnałem dla inwestorów, iż znane osoby, eksperci czuwają nad ich przedsiębiorstwem i kontrolują poczynania zarządu,
- umiejętności analityczne (strategiczne myślenie, wyciąganie wniosków, ograniczanie niepewności itp.) i umiejętności interpersonalne związane z procesem grupowym i pracą w zespole,
- wymogi formalne – zgodnie z przepisami osoba nadzorująca nie może być karana czy mieć problemów z prawem. Dodatkowo, członek zasiadający w radzie nie może pracować na rzecz konkurencji,
- posiadany czas – zasiadanie w radzie wiąże się z koniecznością poświęcenia czasu. Członek rady musi znaleźć czas na kilka spotkań w roku, musi przygotować się do posiedzenia, zapoznać się z informacjami zarządu, konsultować się z akcjonariuszami,
- etyka, moralność, uczciwość – reputacja i postawa członka rady stają się kluczowe w kontekście wykonywania swoich obowiązków (rzeczywista, wnikliwa kontrola) i dbałości o interes spółki (decyzje inwestycyjne, wynagrodzenie menedżerskie).

## Wielkość rady dyrektorów
Wielkość rad dyrektorów jest różna, zazwyczaj za wartość optymalną podaje się 7-8 członków. Przy takiej liczbie ograniczane są problemy związane z podejmowaniem wspólnych decyzji, a jednocześnie liczba członków zapewnia dobre zaplecze merytoryczne.
Część badaczy wypowiada się na korzyść dużych rad dyrektorów – umożliwiają one korzystanie z szerokich zasobów wiedzy i przyczyniają się do rozwoju powiązań firmy z otoczeniem. Duże rady charakteryzują się silniejszą pozycją wobec zarządu, gdyż przy dużej liczbie członków łatwiej jest zbudować koalicję alternatywną wobec strategii zarządu. Jednak większe rady oznaczają dłuższe dyskusje i bardziej złożone procesy decyzyjne; im większa rada, tym większe zróżnicowanie jej członków.
Choć wielu badaczy i praktyków popiera rady heterogeniczne ze względu na szerokie perspektywy analizy i czerpanie z wielu różnych doświadczeń, to jednak nadmierne zróżnicowanie członków pod względem wieku, czy wykształcenia może przyczyniać się do powstawania konfliktów i utrudniania osiągania porozumienia.

## Komitety wewnętrzne
W ramach rady dyrektorów tworzone są komitety wewnętrzne, w skład których wchodzą członkowie rady. Komitety te odpowiadają za pewne obszary działań rady. Najczęściej w ramach rady funkcjonują komitety audytu, wynagrodzeń oraz nominacji, corporate governance i komitety specjalne.

## Rada dyrektorów a rada nadzorcza
Analiza popularności obu systemów (jednopoziomowego z radą dyrektorów i dwupoziomowego z radą nadzorczą) wskazuje na większą częstotliwość stosowania modelu jednopoziomowego.
System jednopoziomowy i rada dyrektorów znajduje wielu zwolenników. Podkreślają oni przede wszystkim elastyczność, dobrą komunikację i przepływ informacji między poszczególnymi członkami dzięki wspólnie odbywanym posiedzeniom. Ponadto udział członków z firmy w radzie dyrektorów umożliwia lepsze zrozumienie sytuacji firmy i specyfiki danego biznesu.
Rada dyrektorów występuje m.in. w: Stanach Zjednoczonych, Wielkiej Brytanii, Kanadzie, Australii, krajach skandynawskich, Rosji, Chinach, Indiach i Japonii.
System dwupoziomowy przyjął się m.in. w Niemczech, Austrii i Polsce.
We Francji i Włoszech prawnie dopuszczalne są oba rozwiązania, przedsiębiorstwo może też zmienić zdanie i zrezygnować z jednego modelu i wprowadzić drugi.
Na korzyść systemu jednopoziomowego przemawiają dane wskazujące, iż około 90% spółek w obu tych krajach wybiera radę dyrektorów. Prowadzona jest dyskusja na temat efektywności poszczególnych rozwiązań (a w niektórych także możliwości zmiany systemu) należy mieć na uwadze, iż istniejący model rady jest mocno uwarunkowany regulacjami prawnymi i doświadczeniami poszczególnych krajów. W związku z tym szybkie zmiany w tym obszarze są mało prawdopodobne, częściej spotyka się zmiany zgodne z rekomendacjami dobrych praktyk i postulatami akcjonariuszy (np. członkowie niezależni, komitety w ramach rady).

## Argumenty za i przeciw radzie dyrektorów
Argumenty za:
- osoby z firmy będą miały odpowiednią wiedzę i informacje o spółce,
- po ocenie rada może wystosować wiążące polecenia dla zarządu,
- obecność członków niezależnych zapewnia obiektywność rady,
- tak złożona rada lepiej będzie realizowała interesy udziałowców,
- taka rada lepiej zna się na realiach pracy zarządu i lepiej dopasuje wynagrodzenie dla jego członków,

Argumenty przeciw:
- członkowie z firmy mogą być nieobiektywni – oceniają sami siebie (to zostało częściowo ograniczone przez tworzenie komitetu ds. audytu).
- istnieje ryzyko, że rada będzie nadmiernie popierać działania CEO.
- często to CEO rekomenduje członków niezależnych, więc są oni od niego zależni.
- rada z CEO może opierać się np. przejęciu poprzez zmiany w strukturze kapitału. Może też np. zatrzymywać zysk w miejsce wypłaty dywidendy.
- często CEO ma dominującą pozycję w radzie i de facto sam sobie ustala pensję (częściowo ograniczone przez tworzenie komitetu ds. wynagrodzeń, składającego się z samych członków niezależnych)[4].

## Ograniczenia rady dyrektorów
Pod adresem rady dyrektorów można sformułować kilka zarzutów odnoszących się do jej ograniczeń strukturalnych. Przede wszystkim wspólne spotkania członków z firmy i spoza niej mogą ograniczać wyrażanie opinii krytycznych wobec zarządzających. Ponadto głównie w przypadku rady amerykańskiej wskazuje się na bardzo popularną praktykę łączenia funkcji prezesa i przewodniczącego rady (w 90% spółek), co w praktyce przekłada się na dominację jednej osoby. W takim przypadku rada nie może zawsze zapewnić obiektywizmu dyskusji i podejmowanych decyzji np. dotyczących ustalania wynagrodzenia lub zwolnienia poszczególnych członków zarządu. W efekcie, często w radach dyrektorów można obserwować zawiązywanie koalicji między członkami rady w kwestiach dotyczących np. strategii firmy proponowanych przez prezesa, obrony przed wrogim przejęciem, oceny pracy rady i oczywiście wynagrodzenia menedżerskiego. Członkowie rady są powiązani różnymi relacjami, a członkowie określani jako niezależni nie zawsze spełniają wszystkie kryteria obiektywizmu.
W związku z powyższym, coraz więcej specjalistów rynku amerykańskiego postuluje rozdzielanie funkcji prezesa i przewodniczącego rady, jak ma to miejsce w Wielkiej Brytanii (85% spółek nie łączy tych funkcji) lub wprowadzenie dodatkowego członka tzw. lead director lub presiding director, który pełniłby funkcję przewodniczącego rady w okresie przejściowym. Ponadto odpowiedzią na nadmierną dominację CEO-Chairmana jest sugestia oddzielnych spotkań w gronie członków spoza firmy lub członków niezależnych. Innym rozwiązaniem są w.w. komitety (np. komitet wynagrodzeń, komitet audytu), które zgodnie z rekomendacjami i obowiązującym prawem w niektórych przypadkach powinny składać się wyłącznie z członków niezależnych.

## Rada dyrektorów a zasadycorporate governance
Realizacja założeń ładu korporacyjnego odbywa się poprzez stworzenie instytucji, mechanizmów i standardów postępowania na rynku, jednym z nich jest rada dyrektorów i działające w jej ramach komitety (m.in. audytu, wynagrodzeń). Dla sprawnego funkcjonowania tych instytucji, mechanizmów i realnego wykonywania przez nie funkcji kontrolnej, niezbędny jest efektywny system zapewniający przestrzeganie prawa. Dodatkowo, do zapisów twardego prawa (którego przepisy są obowiązkowe) włączono także reguły i standardy tzw. prawa miękkiego, obejmującego rekomendacje i zbiory dobrych praktyk gospodarczych. Ich przestrzeganie opiera się na zasadzie dobrowolności, jednak autorzy tych inicjatyw zakładają, iż spółkom będzie zależało na budowaniu swojej reputacji i na utrzymywaniu dobrych relacji z inwestorami.
Zainteresowanie rolą członków niezależnych w strukturze nadzoru wzrosło w ostatnich latach po spektakularnych skandalach korporacyjnych. Ogromne straty, jakie dotknęły udziałowców, sprawiły, iż postulat obecności niezależnych członków jest powszechnie akceptowany i wspierany. Wypracowano jasne kryteria charakteryzujące członka niezależnego. W efekcie wypracowano wiele definicji niezależnego członka rady i zidentyfikowano wiele wymagań i kryteriów stawianych wobec statusu niezależności. Interesującym wkładem w proces ustalania standardów niezależności są rekomendacje Komisji Europejskiej dotyczące wynagrodzenia członków rad i zarządów oraz pozycji i roli niezależnych członków rady (z 15.02.2005 r.). Rekomendacje te sformułowane w oddzielnym dokumencie stanowią efekt wysiłków w ramach tzw. Planu działania w zakresie wzmocnienia Nadzoru Korporacyjnego.
Szczególna rola niezależnych członków rady wynika z konieczności współpracy wielu różnych grup interesów w obrębie jednej organizacji, co może skutkować konfliktami. W efekcie, niezależni członkowie powinni reprezentować interesy zarówno akcjonariuszy, jak i interesariuszy.
W radzie członkowie niezależni powinni być obecni w liczbie zapewniającej równowagę wobec obecności, wpływu członków zarządu i pozostałych członków reprezentujących określone grupy. W ramach rady powinny być tworzone komitety ds. wynagrodzeń, nominacji i audytu (z minimalną liczbą 3 członków), w których członkowie niezależni powinni stanowić większość. CEO nie może być członkiem komitetu ds. nominacji, zaleca się również rozdzielenie funkcji CEO i przewodniczącego rady (2005/162/EC).
Kluczowe znaczenie rady dyrektorów dla efektywności monitoringu i funkcjonowania przedsiębiorstwa zostało szybko dostrzeżone w literaturze amerykańskiej ze względu na system prawa zwyczajowego i stosunek powiernictwa łączący menedżerów i członków rady z akcjonariuszami. Rada dyrektorów jest określana jako łącznik między osobami dostarczającymi kapitał (akcjonariuszami), a osobami, które wykorzystują ten kapitał dla zwiększania wartości firmy (menedżerami). Rada stanowi więc swoisty pomost między rozdrobnioną lub skoncentrowaną strukturą własności (inwestorzy indywidualni, inwestorzy instytucjonalni) posiadającą prawa do roszczeń rezydualnych a menedżerami, którzy de facto kontrolują przedsiębiorstwo
Pierwszym dokumentem dobrych praktyk jest brytyjski Cadbury Report z 1992 r., stanowił on odpowiedź na upadki firm i brak zaufania do sprawozdań finansowych spółek publicznych. Odnosił się przede wszystkim do funkcjonowania rady dyrektorów, jej składu, tworzenia komitetów, udziału członków niezależnych i kwestii ujawniania informacji. Wprowadził zasadę comply or explain, powtarzaną przez kolejne zbiory dobrych praktyk formułowanych w innych krajach, według której spółki działają zgodnie z zasadami, a jeśli nie przestrzegają jakieś reguły, to muszą o tym poinformować uczestników rynku i podać powód takiego stanu rzeczy.
Powstały w 1992 r. Cadbury Report koncentrował się przede wszystkim na funkcjonowaniu rady; z czasem dobre praktyki zaczęły obejmować szersze obszary dotyczące działalności spółek. Współcześnie liczebność zestawów rekomendacji corporate governance jest ogromna, m.in. z powodu konieczności uwzględnienia narodowej specyfiki rynku kapitałowego, kultury, praktyki gospodarczej i obowiązującego prawa, jednak mimo wielu różnic, dobre praktyki formułowane na całym świecie odnoszą się do tych samych aspektów.
Obecnie rekomendacje w zakresie corporate governance związane z radą dyrektorów dotyczą sformułowania i publikowania regulaminu rady, przygotowania procedur głosowania, zasad współpracy, w tym głównie wymiany informacji z zarządem i menedżerami i podejmowania decyzji, opracowania procedury oceny pracy zarządu i samej rady, określenia struktury rady (np. liczba mandatów dla interesariuszy, udział członków niezależnych wraz ze szczegółową definicją niezależności).

## Instytucja niezależności członka rady dyrektorów
Instytucja członka niezależnego rady ma swoje korzenie w krajach anglosaskich, których system prawny bazuje na prawie zwyczajowym (common law), w którym mamy do czynienia z radą dyrektorów. W ramach rady dyrektorów funkcjonują członkowie wykonawczy odpowiedzialni za bieżące zarządzanie spółką (executives) i członkowie niewykonawczy (non executives) – nadzorujący spółkę. Niezależność członków niewykonawczych została wprowadzona początkowo w latach 70. XX w. w Stanach Zjednoczonych, w ramach specjalnego komitetu złożonego w pełni z niezależnych dyrektorów, który miał monitorować i nadzorować kadrę zarządzającą i spółkę.
W 1977 r. organ nadzorujący amerykański rynek giełdowy – SEC (United States Securities and Exchange Commission), zatwierdził regulamin New York Stock Exchange, w którym wymagano, aby w spółkach publicznych członkowie niezależni wchodzili w skład komitetu audytu. W kolejnych latach członkowie niezależni mieli stanowić większość niewykonawczych członków całej rady dyrektorów. Tak konstruowane regulacje i zalecenia giełd przeniknęły do dokumentów międzynarodowych, które wprawdzie nie definiują liczby niezależnych członków, ale wskazują na ich istotną rolę w nadzorze nad spółką (Kodeks nadzoru korporacyjnego OECD i Zalecenie Komisji Europejskiej dotyczące roli dyrektorów niewykonawczych lub będących członkami rady nadzorczej spółek giełdowych i jej komitetów).
W latach 1950–2008 zanotowano znaczne zmiany wskazujące na rosnące znaczenie niezależnych dyrektorów. Obecnie udział członków niezależnych w amerykańskich radach jest szacowny na 75%, podczas gdy w 1950 r. było to około 20%. Rosnąca rola członków niezależnych i spoza firmy oznacza jednocześnie spadek udziału członków wewnętrznych w radzie.
Przyczyn rosnącego znaczenia niezależnych członków rad upatruje się w głównych trendach, w tym przede wszystkim uznaniu budowania wartości dla akcjonariusza za główny cel firmy oraz zwiększeniu informacji i przejrzystości na rynku. Udział członków niezależnych w radach na całym świecie rośnie, lecz daleko mu do wyników w Stanach Zjednoczonych. Polska na tym tle wypada bardzo słabo. Warto jednocześnie zaznaczyć, iż wzrost udziału członków niezależnych w radach związanych jest z formalnymi wymogami (prawo) lub rekomendacjami zalecanymi przez dokumenty dobrych praktyk. Dobre praktyki dotyczą zarówno całej rady i określonej proporcji członków niezależnych w niej zasiadających lub udziału członków niezależnych w poszczególnych komitetach.
Instytucja niezależnego członka rady obecnie już na trwale wiąże się z kwestią rad. W zależności od istniejących potrzeb zalecenia dobrych praktyk pozostają na większym poziomie ogólności lub są bardziej szczegółowe.
Zapisy Corporate Governance Codes and Principles – USA (Final NYSE Corporate Governance Rules) z 2003 r. wskazuje na wzrost liczby regulacji związanych z obecnością niezależnego członka w radach amerykańskich spółek notowanych na NYSE. Ważną zmianą jest zalecenie, aby większość rady stanowili członkowie niezależni, przy czym określenie czy członek jest niezależny nadal pozostawiono do decyzji samej rady.
Niezależność członka warunkowana jest brakiem jego materialnych relacji ze spółką notowaną na giełdzie (zarówno bezpośrednich lub jako partner, czy członek kadry zarządzającej organizacji, która ma relacje ze spółką). Spółka zaś powinna ujawniać przyjęte kryteria niezależności, za materialne powiązania członka rady ze spółką należy uznać m.in. relacje handlowe, przemysłowe, bankowe, doradcze, prawne, księgowe, w zakresie działalności charytatywnej i rodzinne, ale posiadanie akcji nie jest traktowane jako przeszkoda do bycia niezależnym, według zapisów Corporate Governance Codes and Principles – USA, kwestia niezależności dotyczy przede wszystkim niezależności od kadry zarządzającej.
Informacja na jakiej podstawie rada podejmuje decyzję dotyczącą niezależności członka powinna zostać ujawniona i zawarta w rocznym oświadczeniu pełnomocnictwa lub raporcie rocznym spółki.

## Kryteria niezależności członka rady
według Corporate Governance Codes and Principles w Stanach Zjednoczonych:
- bycie pracownikiem spółki (do 3 lat po zakończeniu pracy), bycie członkiem rodziny dyrektora wykonawczego spółki,
- otrzymywanie przez członka rady lub członka jego rodziny ponad 100 000 USD rocznie w formie bezpośredniego wynagrodzenia od notowanej na giełdzie spółki, innego jak wynagrodzenie za pełnienie funkcji członka rady lub komitetu, czy wynikającego z planu emerytalnego,
- powiązanie z obecnym lub byłym/poprzednim wewnętrznym czy zewnętrznym audytorem (obejmuje to zarówno bycie jego pracownikiem, jak również powiązania rodzinne z osobą zatrudnioną przez audytora); niezależność zyskuje się dopiero po upływie 3 lat od ustania tego typu relacji,
- pełnienie funkcji prezesa (także przez członka rodziny) w innej spółce, w której dyrektorzy wykonawczy danej giełdowej spółki zasiadają w jej komitecie wynagrodzeń; niezależność zyskuje się dopiero po upływie 3 lat od ustania tego typu relacji (albo po skończeniu kadencji lub ustania stosunku pracy),
- pełnienie funkcji prezesa (także przez członka rodziny) lub bycie pracownikiem spółki, która dokonuje płatności lub je otrzymuje od spółki notowanej na giełdzie za własność lub usługi w kwocie, która za jeden rok fiskalny przekracza 1 mln USD lub 2% skonsolidowanych całkowitych dochodów; brak zależności trwa do 3 lat, po obniżeniu się tego poziomu.

Według OECD i Komisji Europejskiej:
W 2004 r. OECD opublikowało nową wersję rekomendacji: Zasady nadzoru korporacyjnego OECD 2004. Zawarte tam zapisy cechuje pewien poziom ogólności, ze względu na fakt, iż zostały tak sformułowane aby były przydatne w różnych systemach nadzoru korporacyjnego. Szczególnie jest to widoczne w przypadku określenia liczby niezależnych członków w radzie. Zawarte regulacje sprowadzają się do zalecenia, aby w radzie znalazła się wystarczająca liczba członków niezależnych od członków zarządu.
Na rady zostało przerzucone zadanie w postaci określenia kto jest niezależnym członkiem rady i podanie kryteriów decydujących o jego niezależności. Rekomendacje OECD zawierają wskazówki dotyczące zdefiniowania kryteriów niezależności: podnoszą kwestię braku powiązań ze spółką, wynikających z bycia jej pracownikiem i braku związków ze spółką lub jej kadrą zarządzającą poprzez znaczące powiązania ekonomiczne, rodzinne lub inne (nie oznacza to, że członkami organu spółki nie mogą być wspólnicy/akcjonariusze). Rekomendacja wskazuje na potrzebę niezależności członka rady od akcjonariuszy posiadających pakiety kontrolne (przy czym taka sytuacja nie obejmuje przypadku, kiedy członkowie są ich przedstawicielami lub mają z nimi powiązania natury biznesowej) lub od innego organu kontrolnego.
Istotną składową międzynarodowych rekomendacji poruszających problem niezależnego członka rady stanowi dokument Komisji Europejskiej, tj.: Zalecenie Komisji z dnia 15.02.2005 r. dotyczące roli dyrektorów niewykonawczych lub będących członkami rady nadzorczej spółek giełdowych i komisji rady. Definiuje on profil niezależnego dyrektora niewykonawczego lub dyrektora będącego członkiem rady nadzorczej.